# Фототранзистор
Фототранзисторът е полупроводников транзистор, който представлява високочувствителен малкоинерционен преобразувател на светлинни сигнали в електрически. Работи аналогично на фотодиода като оптоелектронен преобразувател. Във фототранзистора като емитер се използва падащият светлинен сноп. Напоследък в някои случаи под „фототранзистор“ се разбира транзистор (p-n-p преход или n-p-n преход) с изключена база, който едновременно играе ролята и на индикатор, и на усилвател на тока. Поради малките габарити и сравнително малката инерционност, фототранзисторът и фотодиодът намират голямо приложение в оптоелектрониката, автоматиката и другаде, макар че в много случаи отстъпват по чувствителност на фоторезисторите.